# Епархия Сеговии
Епархия Сеговии (лат. Dioecesis Segobiensis, исп. Diócesis de Segovia) — католическая епархия латинского обряда, расположенная в провинции Сеговия, Испания.

## История
Христианская епархия в Сеговии основана в 527 году. В 589 году епископ Сеговии Педро подписал акты Третьего Толедского собора.
В период с 714 по 1085 годы Сеговия находилась под властью мавров, после освобождения епархиальные структуры были восстановлены. В 1123 году папа Каликст II официально подтвердил восстановление сеговийской епархии.
В XII веке был построен собор св. Марии, колторый был частично разрушен во время восстания городов, получившего названия Восстание комунерос. В 1521 году было принято решение выстроить на его месте новый. Собор был заложен по приказу Карла I в 1525 году. Сооружение собора затянулось и длилось более двухсот лет — хотя основные работы пришлись на 1525—1577 годы, строительство продолжалось вплоть до XVIII века.

## Современное состояние
Епархия объединяет приходы провинции Сеговия и является суффраганной по отношению к архиепархии Вальядолида. В административном плане делится на 9 деканатов. С 2014 года епархию возглавляет епископ Сесар Аугусто Франко Мартинес. Покровителем епархии считается Святой Фрукт. По данным на 2014 год епархия насчитывала 152 752 католика, 339 приходов и 168 священников.